# NGC 6583
NGC 6583 is een open sterrenhoop in het sterrenbeeld Boogschutter. Het hemelobject werd op 26 mei 1786 ontdekt door de Duits-Britse astronoom William Herschel.

## Synoniemen
- OCL 27
- ESO 590-SC11